# Nyikolaj Ivanovics Buharin
Nyikolaj Ivanovics Buharin (orosz nyelven: Николай Иванович Бухарин; Moszkva, 1888. október 9.Gerg. [szeptember 27.Jul.] – Moszkva, 1938. március 15.Gerg.)
bolsevik forradalmár (részt vett az 1905. és az 1917. évi orosz forradalmakban is), szovjet politikus, marxista gondolkodó és filozófus, közgazdász.

## Korai évek
Egy orosz középosztálybeli család második gyermekeként született Moszkvában, 1888-ban. Szülei elemi iskolai tanítók voltak, apja később adóellenőrként dolgozott. Gyermekkora nagy részét Moszkvában töltötte, illetve négy évig családjával Besszarábiában élt. 16 évesen, egy moszkvai gimnázium tanulójaként politikai nézetei egyre radikálisabbá váltak az orosz–japán háború hatására, és részt vett az 1905-ös orosz forradalom hallgatói megmozdulásaiban. 1906-ban belépett az Oroszországi Szociáldemokrata Munkáspártba, a párt bolsevik szárnyához tartozott. Miután 1907-ben kitűnő eredménnyel elvégezte a gimnáziumot, a Moszkvai Egyetemen közgazdaságtant tanult.

## Száműzetés
A kommunista ifjúsági mozgalomban és a moszkvai pártvezetésben kifejtett politikai tevékenysége nyomán 1909-ben a cári titkosrendőrség, az Ohrana látókörébe került. 1911-ben rövid időre börtönbe csukták, majd az Arhangelszki területen fekvő Onyegába száműzték. Innen hamarosan Németországba szökött, majd megfordult Ausztriában, Svájcban, Svédországban, Norvégiában, Dániában és az Amerikai Egyesült Államokban is. Nyugaton folytatta közgazdaságtani tanulmányait, továbbá filozófiát és szociológiát tanult. 1913-ban Bécsben megismerkedett Sztálinnal, akinek tolmácsként segített.
Száműzetése évei alatt számos könyvet írt, az Amerikai Egyesült Államokban Trockijjal közösen szerkesztette az Új Világ (Novij Mir) című újságot. Az imperializmusról írott művéből Lenin is sok gondolatot merített.

## Az 1917-es forradalmakat követő évek
Az 1917. évi februári orosz forradalmat követően Buharin visszatérhetett Moszkvába. Ebben az időben már ismert marxista gondolkodónak számított, hamarosan a bolsevik pártvezetés tagjává vált, beválasztották a Központi Bizottságba. A párt egyik fő ideológusaként 1917 és 1929 között a pártlapot, a Pravdát (Igazság) szerkesztette. 1919-ben Preobrazsenszkijjel közösen megírták A kommunizmus ábécéje (oroszul Azbuka kommunyizma) című művet. Ebben olyan sommás megállapításokra jutottak, mint például a következő: „A gyermek nem a szülõké, hanem a társadalom tulajdona, amelybe született”.
Preobrazsenszkijhez hasonlóan Buharin is a bolsevikok azon szárnyához tartozott, amely elutasította a breszt-litovszki békét, és a háború folytatását sürgette, abban a reményben, hogy az elvezethet a proletariátus világforradalmához. Miután azonban a kelet- és közép-európai kommunista forradalmak sorra elbuktak és a szovjet forradalom elszigetelődött, Buharin változtatott álláspontján.
Politikai végrendeletében 1922 végén Lenin úgy írt Buharinról, mint a párt rendkívül értékes és jelentős teoretikusáról, aki nem véletlenül az egész párt kedvence. Lenin halála után, 1924-ben Buharin rendes tagja lett a Politikai Bizottságnak, amely hamarosan a Szovjetunió legfőbb hatalmi intézményévé, az állami és pártélet igazi irányítójává és kontrollálójává vált. 1926-ban a Kommunista Internacionálé (Komintern) elnökévé választották.
A Sztálin, Kamenyev és Zinovjev alkotta „trojka” felbomlását követően Sztálin 1927-ben a bolsevik kommunista párt jobboldala vezetőjének számító Buharinnal lépett szövetségre. Buharin 1925-ben kidolgozta a „szocializmus egy országban” elvét, amelyet Sztálin az 1930-as években a hivatalos kormányzati politika szintjére emelt. A tézis az európai (németországi, magyarországi) proletárforradalmak bukására reagálva kimondta, hogy egyetlen országban is lehet építeni a szocializmust, nincs feltétlenül szükség a forradalom kapitalista országokba történő exportálására, ennél sokkal fontosabb az állam belső megerősödése.

## Összeütközés Sztálinnal
Az 1920-as évek végén Sztálin úgy látta, hogy az új gazdaságpolitika, a NEP (Novaja Ekonomicseszkaja Politika) nem pörgeti fel eléggé az ipari fejlődést, ezért elhatározta a mezőgazdaság kollektivizálását. A kiváló közgazdász Buharin ezzel szemben a NEP folytatását szorgalmazta, úgy vélte, hogy az államosítás felbőszíti a parasztokat, és a termelés visszaeséséhez vezet. A Sztálinnal való szembefordulás következtében Buharin 1929 áprilisában elvesztette a Kominternben betöltött tisztségét, majd november 17-én a Politikai Bizottságból is eltávolították, ugyanakkor a párt tagja maradhatott.
Miután 1934-ben visszavonta korábbi nézeteit, és Sztálin rehabilitálta; 1937 januárjáig Buharin szerkesztette a Izvesztyija (Hírek) című napilapot. Az újság hasábjain gyakran hívta fel a figyelmet a fasiszta rendszerekben rejlő, Európát és a világot fenyegető veszélyre.
Jelentős részt vállalt az 1936-os szovjet alkotmány kidolgozásában, amelyet ezért gyakran buharini alkotmánynak is neveznek, és amely a Magyar Népköztársaság Alkotmányának (1949. évi XX. törvény) kidolgozásához is mintául szolgált. Az 1977-ig  hatályban maradt buharini alkotmány az államhatalom egységének és az egypártrendszernek a kinyilvánítása mellett külsőségeiben polgári formákat is őrzött, hiszen elvileg biztosította az állampolgárok egyenlőségét és a szabadságjogokat, így a szólás, a sajtó, a gyülekezés, a vallás, az otthon és a levéltitok szabadságát, valamint általános választójogot vezetett be.

## Halála
A csisztka, azaz a nagy tisztogatás sodrában 1937 márciusában kémkedés és egy Sztálin elleni összeesküvés vádjával letartóztatták. A huszonegyek perének nevezett harmadik nagy moszkvai koncepciós perben 1938. március 13-án tizennyolc vádlott-társával együtt halálra ítélték, és két nappal később az NKVD kivégezte. 1988-ban Mihail Gorbacsov hivatalosan rehabilitálta.

## Magyarul megjelent művei
- Bucharin Nikoláj: A kommunisták, bolsevikiek programmja; ford. Rudnyánszky Endre; KMP, Bp., 1918 (Kommunista könyvtár)
- Nikolaj Bucharin: Világgazdaság és imperializmus. Közgazdasági tanulmány; ford. Hancsók Kálmán; Szocialista-Kommunista Munkások Magyarországi Pártja, Bp., 1919 (Kommunista könyvtár); reprint in: Fejlődés-tanulmányok 5. (ELTE-MKKE, 1983)
- Nikolaj Bucharin: Az imperializmus diktatúrájától a proletárdiktatúráig; ford. Rajczy Rezső; MSZP, Bp., 1919 (Kommunista könyvtár)
- Nikolaj Bucharin: Osztályharc és forradalom Oroszországban; ford. Szamuely Tibor; A Kommunisták Magyarországi Pártja, Bp., 1919
- Bucharin Nikolaj: Le a nemzetközi rablókkal!; ford. Hancsók Kálmán; Magyarországi Szocialista Párt, Bp., 1919 (Kommunista könyvtár)
- Nikoláj Bucharin: Az orosz proletárdiktatúra és a világforradalom; ford. Gábor Mózes; Az Oroszországi Kommunista Párt Magyar Csoportja, Moszkva, 1920 (Forradalmi írások)
- Bucharin Nikláj: Az átmeneti korszak gazdálkodása. 1. r. Az átalakulási folyamat általános elmélete; ford. Rudnyánszky Endre; O. K. P. Magyar Agitációs Osztály Központi Irodája, Moszkva, 1921 (Kommunista könyvtár)
- Nikoláj Bucharin: A cárizmus bukásától a burzsoázia bukásáig; ford. Rudnyánszky Endre; O. K. P. Magyar Agitációs Osztály Központi Irodája, Moszkva, 1921 (Kommunista könyvtár)
- Nikolaj Bucharin: A kommunisták programmja; Elbemühl, Wien, 1921
- A kommunizmus ábécéje (OKP Magyar Agitációs Oszt. Központi Irodája, Jekatyerinburg, 1921), Jevgenyij Preobrazsenszkijjal közösen
- Bucharin–Preobrazsenszky: A kommunizmus ábécéje. 1. r.; Arbeiter Buchhandlung, Wien, 1922
- Demokrácia, "cézárizmus", szocializmus. Nyikolaj Ivanovics Buharin tanulmányai; összeáll. Krausz Tamás, szerk. Krausz Tamás, Béládi László, ford. Bíró Zoltán et al.; ELTE, Bp., 1988 (Politikatudományi füzetek)
- Töprengések a szocializmusról; vál., utószó Kun Miklós, ford. Bakos Károly et al.; Kossuth, Bp., 1988
- A világforradalom programja; ford. Buzási Péter (2015); http://www.amiidonk.hu/elemzes/buharin-a-vilagforradalom-programja-elerheto-magyarul/